# Mauro Grossi
Mauro Grossi (Livorno, 1959) è un pianista, compositore, arrangiatore e docente italiano, specializzato nella musica jazz.

## Biografia
Musicista con una formazione musicale fondata sia su basi accademiche che moderne, è diplomato in Pianoforte (vecchio ordinamento) presso l'Istituto Musicale Pareggiato "P. Mascagni" di Livorno (oggi Istituto superiore di studi musicali Pietro Mascagni) e in Jazz (nuovo ordinamento) presso il Conservatorio "G.Puccini" di La Spezia. Ha frequentato il corso di perfezionamento tenuto da Herbie Hancock presso il Mozarteum di Salisburgo, studiato Composizione con Gaetano Giani Luporini e conseguito l'attestato finale del Berklee Correspondence Course in Arrangiamento per Orchestra Jazz.
Noto didatta, ha avuto fra i suoi allevi numerosi musicisti jazz italiani fra cui Stefano Bollani; dal 1994 è titolare della cattedra di Jazz presso l'Istituto superiore di studi musicali Pietro Mascagni (Istituto di Alta Formazione AFAM) di Livorno.
Ha collaborato con musicisti storici come Eddie “Lockjaw” Davis, Curtis Fuller, Chet Baker, Tony Scott, esponenti del jazz internazionale attuale come Lee Konitz, Luis Agudo, Gilad Atzmon, Cyro Baptista, Jeff Berlin, Jay Clayton, Al Cohn, Al Grey, Eddie Henderson, Sheila Jordan, Robin Kenjatta, Peter King, Ray Mantilla, Jason Marsalis, Chuck McPherson, Bob Mintzer, Alejandro Sanguinetti, David Schnitter, Stan Sulzman, Bobby Watson, Paul Wertico, Kenny Wheeler, Ernie Wilkins, James Zollar e con artisti del jazz italiano contemporaneo come Flavio Boltro, Giovanni Tommaso, Pietro Tonolo, Danilo Rea, Andrea Dulbecco, Enrico Intra, Giorgio Gaslini, Dino Betti Van Der Noot, Enrico Rava, Bruno Tommaso, Paolo Fresu, Tino Tracanna, Mario Raja.
Attivo anche nel pop come arrangiatore e nel settore della musica ebraica insieme alla cantante statunitense Faye Nepon e con il violista e violinista russo Igor Polesitky, ha realizzato composizioni e arragiamenti per RAI, Unione Europea, EBU-UER Eurovisione. Nel 2002 si è esibito al conservatorio Tchaikowsky di Mosca rappresentando l'Italia per la Presidenza del Consiglio dei Ministri al Festival internazionale "Micholes". Ha suonato a Cracovia su invito dell'Istituto Italiano di Cultura alla prima celebrazione mondiale del Giorno della Memoria. Ha realizzato importanti ricerche su manoscritti di inediti di Chet Baker composti dal trombettista statunitense durante la detenzione nel carcere di Lucca; il progetto è stato presentato con Paolo Fresu a Piacenza e Nuoro nel 2009.
Fra le sue produzioni discografiche come leader o co-leader spiccano il secondo Cd del Maurizio Giammarco Heart Quartet per l'etichetta Blue Note, il suo Cd in varie formazioni “Bitter Cake Walk”, il piano solo “Colori”, il 2° Cd tel trio ARS3 con “Promemoria”, segnalato con "bollino di qualità" dalle riviste Jazzit e Musica Jazz e un Cd di Gianluca Esposito con Bob Minzer, Flavio Boltro, John Arnold, Kelly Joyce per l'etichetta Wide Records.
È autore o coautore di colonne sonore fra cui la title track del film di Roberto Faenza "Prendimi l'Anima", Medusa Film, col trio Shir-Am3, e la colonna sonora del film “Solometro” di M.Cucurnia prodotto e interpretato da Michele Placido.

## Discografia
- 1986 Blu Lu, LP Foné (Livorno)
- 1987 Barga Jazz Festival, LP Splasc(h) Records (Arcisate VA)
- 1989 Akimbo, CD Line-Core Records (Hamburg, D)
- 1989 Lares, LP ywp music (Senden)
- 1993 Inside, Maurizio Giammarco Heart Quartet - Soul Note (MI)
- 1993 Another Angel Art of Alley, Modern Times (Lugano CH)
- 1993 Alessio Barbieri "Jazz in Paradise" Ermitage (BO)
- 1994 Gianluigi Trovesi e M. Grossi "Martedì Musicali in S. Maria International" (BG)
- 1993 "C.P.M. Siena 1992-93" Siena Jazza Records
- 1995 Vittorio Alinari "Vespertilio" SAM (Lari-Pi)
- 1995 Maurizio Giammarco Heart Quartet "In Our Hands" EMI Blue Note International
- 1995 Riccardo Tesi "Un ballo Liscio" Silex (Paris – F)
- 1995 Alessandro Pierini "Mind the Gap" SAM (Lari-Pi)
- 1996 Modern Ensemble "Tangus dei" Rainbow Classics, Austria
- 1996 Vittorio Alinari “Shells” (autoproduzione)
- 1997 Mauro Grossi "Bitter Cake Walk" Splasc(h) Records (Arcisate- VA)
- 1997 Jubilee Shouters "Black & Blue" (Sensible Records MI);
- 2001 Andrea Tofanelli "Mattia's Walk" Splasc(h) (Arcisate VA)
- 2001 Federico Giangrandi "Cautele" (Imperfect RM)
- 2002 Faye Nepon, Igor Polesitsky e M.Grossi “Shir-Am Live” (Imperfect RM)
- 2002 Mauro Grossi & Andrea Dulbecco "Sweet Suite" - Splasc(h) (Arcisate- VA)
- 2002 Antonello Monni "Friends" (Mingus – MI)
- 2003 Cd / colonna del film di Roberto Faenza "Prendimi L'Anima" (Medusa)
- 2003 Mario Menicagli "I poeti del Mare" (Livorno)
- 2005 con Stefano Cantini e Rita Marcotulli “L'amico del Vento” (Egea PG)[1]
- 2006 Mirko Guerrini “Cirko Guerrini” (Giotto Music PG)
- 2006 con Marco Castiglioni Attilio Zanchi “Distanze” (Real-Music Center MI)[2]
- 2007 Cd / colonna sonora del film di Marco Cucurnia “Solometro” con Michele Placido
- 2007 Maurizio Geri “Ancora un Ballo”
- 2008 Mauro Grossi “Colori”, piano solo (Philology)[3]
- 2008 Mauro Grossi, Attilio Zanchi, Marco Castiglioni “Promemoria”, Abeat
- 2009 Mirko Guerrini, “Il bianco e l'augusto”, Universal Classics & Jazz